# Deportivo Alavés
Il Deportivo Alavés, noto più semplicemente come Alavés, è una società calcistica spagnola con sede nella città basca di Vitoria-Gasteiz. Milita in Primera División, la massima serie del campionato spagnolo.
Fondato nel 1921, gioca le proprie partite casalinghe allo stadio di Mendizorrotza, impianto da 19 840 posti a sedere.
Il club salì alla ribalta internazionale nel 2001, quando raggiunse la finale di Coppa UEFA, persa contro gli inglesi del Liverpool al golden goal (4-5). Nella stagione 2016-2017 la squadra è arrivata in finale di Coppa del Re, perdendo contro il Barcellona per 1-3.

## Storia

### Dalla fondazione al 1970
Il Deportivo Alavés nacque nel 1921 con il nome di Sport Friends Club, ma il 21 gennaio dello stesso anno il nome fu cambiato in quello attuale, che significa semplicemente "Sportivo Alavés": alavés è il nome in spagnolo degli abitanti della provincia basca di cui Vitoria-Gasteiz è capoluogo, l'Álava appunto.
L'Alavés disputò il suo primo campionato nella stagione 1920-1921 in seconda divisione, ma per attendere la prima promozione si dovette attendere il torneo 1929-30, quando la squadra approdò nella Primera División, dove rimase solo per tre stagioni. Seguì la retrocessione nella Tercera división (la quarta serie del calcio spagnolo) e il club sfiorò in diverse occasioni il fallimento.

### Anni 1970, 1980 e 1990
Anni dopo l'Alavés riconquistò la Segunda División, affermandosi come uno degli undici più forti della categoria negli anni settanta.
Ciononostante la promozione in prima divisione non arrivò e la stagione 1989-90 rappresentò un punto critico nella storia della società di Vitoria, passata sotto il controllo di una nuova cordata di finanziatori. In questi anni la squadra arrivò a disputare per cinque anni consecutivi i play-off per la promozione in Segunda División senza mai riuscire a conquistare l'obiettivo se non il 21 giugno 1995. Dopo altri tre anni di militanza in seconda serie, al termine della stagione 1997-1998 riconquistò la Primera División dopo 42 anni. Nel 1998 raggiunse per la prima volta la semifinale della Coppa del Re.

### Gli anni in massima serie e in Europa

La formazione dell'Alavés che affrontò il Liverpool in finale di Coppa UEFA nel 2001

La prima stagione in Primera dopo tanti anni di assenza fu piuttosto difficile, ma la salvezza ottenuta (per un solo punto) fu la fortuna del club, che nel 1999-2000 conquistò un insperato quanto meritato sesto posto, con conseguente qualificazione in Coppa UEFA, traguardo storico per la società basca. La stagione dell'Alavés fu impreziosita da due vittorie contro il Barcellona.
Nel 2000-2001 l'Alavés concluse il campionato al decimo posto e, all'esordio nel palcoscenico europeo, fu protagonista di una storica cavalcata in Coppa UEFA. Nella prima sfida europea, l'Alavés eliminò i turchi del Gaziantepspor, poi estromise tutte le avversarie incontrate (l'Inter agli ottavi di finale, i connazionali del Rayo Vallecano ai quarti e il Kaiserslautern in semifinale), arrivando a qualificarsi per la finale contro il Liverpool, giocata al Westfalenstadion di Dortmund il 16 maggio 2001. A prevalere furono gli inglesi al termine di una memorabile partita, chiusasi con il risultato di 5-4 al golden goal. Alle reti di Babbel e Gerrard seguì il temporaneo 2-1 di Iván Alonso, poi McAllister su calcio di rigore riallungò le distanze al 41'. Nei primi minuti della ripresa, tra il 48' e il 51', Javi Moreno pareggiò da 3-1 a 3-3 con una doppietta (il secondo gol con un potente calcio di punizione rasoterra). Fowler al 73' siglò il nuovo vantaggio al Liverpool, che si portò sul 4-3, ma all'89' il gol di testa di Jordi Cruyff riportò la situazione in equilibrio e si andò ai supplementari sul clamoroso punteggio di 4-4. Al 117', con l'Alavés appena rimasto in nove contro undici per l'espulsione del capitano Antonio Karmona (precedentemente era stato espulso, sempre con doppia ammonizione, Magno Mocelin), il difensore Geli deviò sfortunatamente di testa nella propria porta una punizione di McAllister, consegnando ai Reds la loro terza Coppa UEFA. Alla squadra basca, allenata da José Manuel Esnal, fu comunque tributato l'applauso unanime, non solo di tutto il pubblico presente al Westfalenstadion, ma di tutti gli appassionati di calcio.
Nell'annata seguente (2001-2002) l'Alavés si classificò settimo in campionato, qualificandosi nuovamente per la Coppa UEFA, dove stavolta ebbe meno successo, venendo eliminato dal Beşiktaş. Nel 2002-2003 la squadra retrocesse in Segunda Divisiòn. Il 26 gennaio 2003 il club celebrò la propria centesima vittoria nella Liga sconfiggendo per 3-1 il Valladolid e nel 2003-2004 fu semifinalista in Coppa del Re.

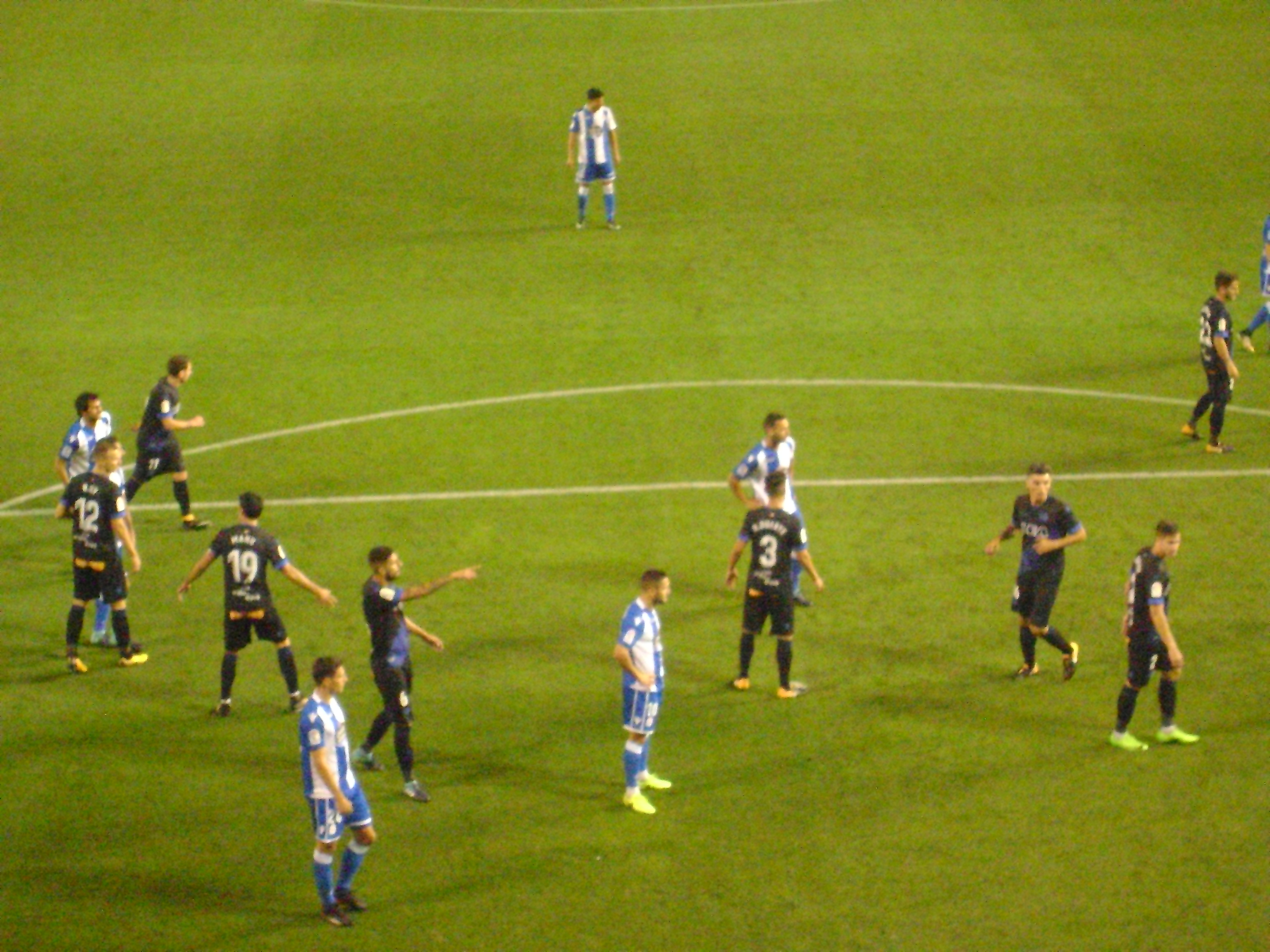
Deportivo de La Coruña vs. Alavés.

Rilevato dall'uomo d'affari Dmitrij Pietrman, il club riguadagnò la massima divisione il 12 giugno 2005, ma poi terminò il 2005-2006 al 18º posto, retrocedendo nuovamente in Segunda División per un punto dopo aver cambiato tre allenatori. Piterman, in contrasto con i giocatori e con i tifosi, si defilò nel 2007, con il club sull'orlo del collasso economico per via di un debito di 25 milioni di euro. Nel 2009 l'Alavés precipitò in Segunda División B, la terza divisione spagnola, dove rimase per quattro anni prima di risalire in seconda serie, sotto la gestione del nuovo proprietario José Antonio Querejeta.
Dopo sette anni di "purgatorio", al termine della stagione 2015-2016 la squadra tornò in Primera dopo 10 anni di assenza, superando in classifica all'ultima giornata il Leganés.
Il 10 settembre 2016, sconfiggendo per 2-1 il Barcellona, l'Alavés ottenne la prima vittoria nella Liga dopo il ritorno in massima serie. Il 7 febbraio 2017 si è qualificato per la prima volta per la finale della Coppa del Re eliminando il Celta Vigo in semifinale, ma è stato poi sconfitto dal Barcellona.
Nel 2021-2022 la squadra staziona interamente nelle zone basse della classifica chiudendo all'ultimo posto per la prima volta dal 1932-33 retrocedendo in seconda divisione dopo 6 anni; riesce tuttavia a riguadagnare la massima categoria già l'anno successivo, dopo la vittoria nei play-off promozione.

## Colori e simboli

### Colori
I colori sociali dell'Alavés sono il bianco e il blu. La compagine storicamente indossa maglie a strisce verticali bianco-blu, le cui dimensioni hanno variato nell'arco degli anni, pantaloncini blu e calzettoni generalmente bianchi e blu. La prima divisa storica del 1921 era in realtà una maglia a metà bianco-blu con calzettoni e calzoncini neri. Il nero fu abbandonato già dalla metà degli anni '20, per fare spazio a blu e bianco, ma è stato ripreso recentemente. Come divise alternative le scelte invece sono state molto differenti a seconda delle stagioni.
L'attuale fornitore tecnico è Puma e prevede una tenuta classica bianco-blu.

### Evoluzione della divisa
| 1921 | 1925 | 1926-1990 | 1991-1999 | 1999-2002 | 2002-2006 | 2006-2008 | 2008-2010 | 2010-2011 |

### Evoluzione delle divise alternative
| 1994-1995 | 1995-1999 | 1999-2002 | 2002-2005 | 2005-2006 | 2006-2008 | 2008-2009 | 2009-2011 |  |

### Le divise alternative in Coppa UEFA
| 2000-2001 | Final 2000-2001 | 2002-2003 |  |

Per l'esperienza europea in UEFA l'Alavés ha utilizzato sempre divise diverse dalle classiche bianco-blu rompendo quindi con la tradizione del club e destinando queste ultime alle competizioni domestiche. Per tutta la UEFA 2000-01 l'Alavés ha giocato con una particolare divisa rosa-nero, che richiamasse in Europa i vini della regione di Vitoria, con appunto come sponsor la Rioja Alavesa. Erano inoltre impressi sulla maglia i nomi dei soci abbonati al club. Nella finale col Liverpool invece i giocatori dell'Alavés hanno indossato una livrea che richiamava fortemente le tenute classiche del Boca Juniors. Nell'altra partecipazione in Europa (2002-2003) le divise erano interamente color vino.

## Strutture

### Stadio

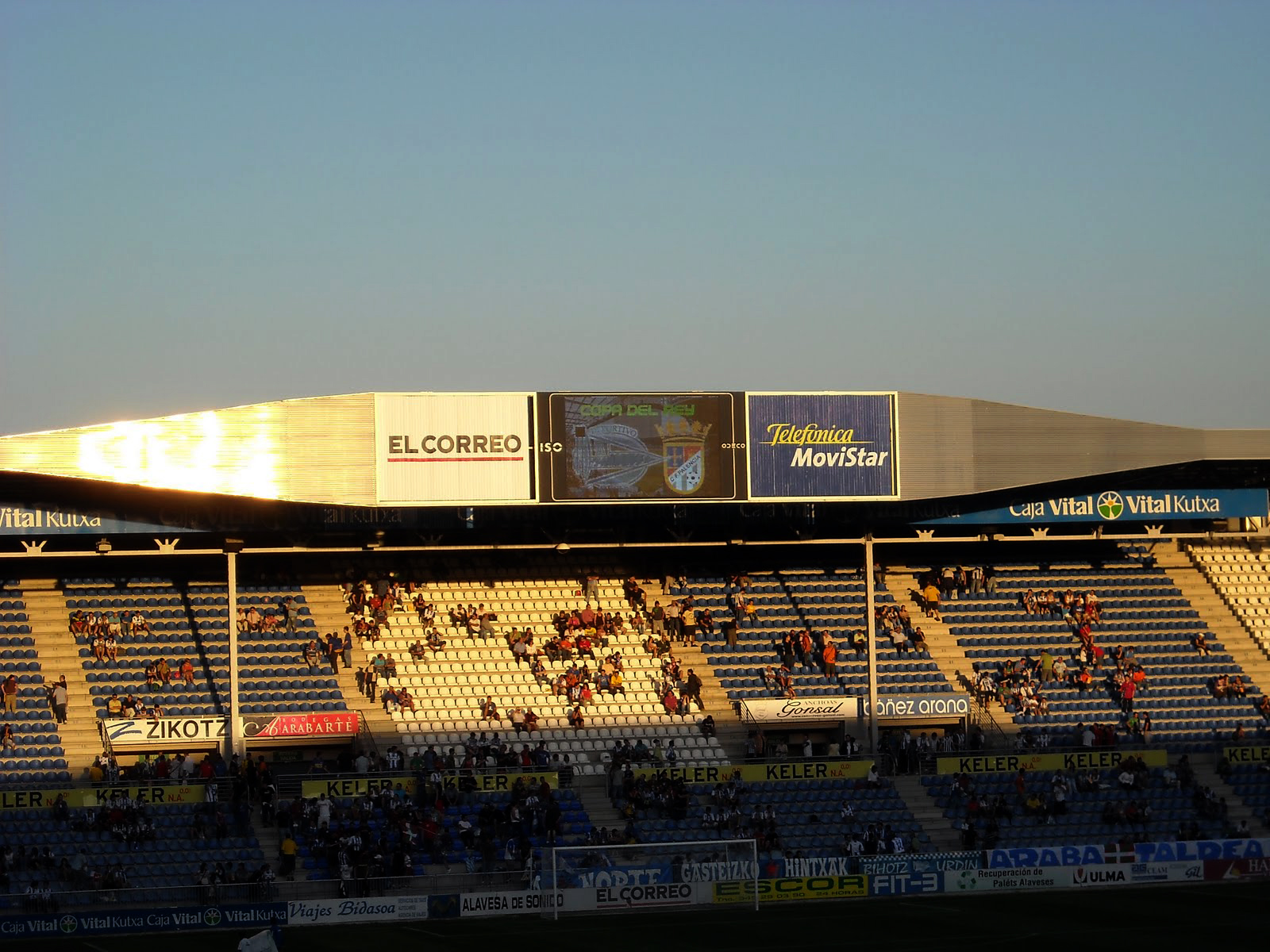
Il Mendizorroza

L'Alavés gioca nell'stadio Mendizorrotza, che si trova nella città di Vitoria-Gasteiz, capitale dell'Álava. L'impianto fu inaugurato nel 1924: ha 19.940 posti e il campo misura 105 x 68 m. Viene solitamente soprannominato El Glorioso (il Glorioso).

## Società

### Museo
Al Deportivo Alavés è anche dedicato un museo inaugurato agli inizi del 2005. Vi si possono trovare trofei come il Secondo Posto in Coppa UEFA e una placca in cui si qualifica la tifoseria dell'Alavés come la migliore d'Europa. Sono anche presenti due sale di 60 m² per esposizioni temporanee che possono essere richieste dagli artisti che volessero esporre le proprie opere. Il museo rimane però sempre chiuso d'estate e potrà essere visitato esclusivamente su appuntamento che può essere fissato telefonando agli uffici della società.

### Deportivo Alavés B
Esiste anche un club affiliato al Deportivo Alavés, il Deportivo Alavés B. Fondato anch'esso nel 1921, gioca nella Tercera División (Gruppo 4). Gioca i match casalinghi nello stadio "Instalaciones de Ibaia" (2.500 posti a sedere). Il Deportivo Alavés B si chiama anche Alavés Aficionados.

## Palmarès

### Competizioni nazionali
- Segunda División: 4

1929-1930, 1953-1954 (gruppo I), 1997-1998, 2015-2016
- Segunda División B: 4

1992-1993, 1993-1994, 1994-1995, 2012-2013
- Tercera División: 6

1940-1941, 1960-1961, 1964-1965, 1967-1968, 1973-1974, 1989-1990
- Copa Federación: 1

1946

### Competizioni regionali
- Campionato Regionale di Biscaglia: 1

1929-1930

### Altri piazzamenti
- Coppa di Spagna:

Finalista: 2016-2017
Semifinalista: 1928, 1939, 1997-1998, 2003-2004
- Segunda División:

Terzo posto: 1928-1929, 1941-1942 (gruppo II), 2004-2005
- Segunda División B:

Secondo posto: 1990-1991 (gruppo II)
Terzo posto: 1983-1984 (gruppo I), 1984-1985 (gruppo I), 2010-2011 (gruppo II)
- Tercera División:

Secondo posto: 1943-1944, 1950-1951, 1988-1989
Terzo posto: 1944-1945, 1965-1966, 1972-1973
- Coppa UEFA:

Finalista: 2000-2001

## Statistiche e record

### Partecipazione ai campionati e ai tornei internazionali

#### Campionati nazionali
Dalla stagione 1928-1929 alla 2025-2026 il club ha ottenuto le seguenti partecipazioni ai campionati nazionali:
| Livello | Categoria           | Partecipazioni | Debutto   | Ultima stagione | Totale |
| ------- | ------------------- | -------------- | --------- | --------------- | ------ |
| 1º      | Primera División    | 20             | 1930-1931 | 2025-2026       | 20     |
| 2º      | Segunda División    | 38             | 1928-1929 | 2022-2023       | 38     |
| 3º      | Tercera División    | 18             | 1940-1941 | 1973-1974       | 30     |
| 3º      | Segunda División B  | 12             | 1983-1984 | 2012-2013       | 30     |
| 4º      | Divisione regionale | 1              | 1970-1971 | 1970-1971       | 5      |
| 4º      | Tercera División    | 4              | 1986-1987 | 1989-1990       | 5      |

#### Tornei internazionali
Alla stagione 2018-2019 il club ha ottenuto le seguenti partecipazioni ai tornei internazionali:
| Categoria                     | Partecipazioni | Debutto   | Ultima stagione |
| ----------------------------- | -------------- | --------- | --------------- |
| Coppa UEFA/UEFA Europa League | 2              | 2000-2001 | 2002-2003       |

### Statistiche individuali
Il giocatore con più presenze nelle competizioni europee è Iván Alonso a quota 16, mentre il miglior marcatore è Javi Moreno con 6 gol.
Di seguito alcuni record individuali relativi ai calciatori del Deportivo Alavés: 
| Record di presenze - 346 Martín Astudillo (1999-2009) - 308 Manu García (2012-2021) - 295 Pablo Gómez (1995-2004) - 285 Víctor Laguardia (2014-2023) - 276 Óscar Téllez (1997-2006) - 271 Miguel Ibarra (1951-1960) - 269 Juan Gorospe (1952-1964) - 269 Jesús María Larrañaga (1978-1987) - 266 Juan María Galarraga (1979-1987) - 260 Antonio Karmona (1996-2003) | Record di reti - 67 Manuel Serrano (1992-1998) - 60 Juan Carlos Lasheras (1975-1980) - 59 Julio Remacha (1951-1955) - 56 Vicente Echeandía (1952-1959) - 52 Rubén Navarro (2001-2007) - 50 Manuel Olivares (1928-1931) - 47 Borja Viguera (2012-2014) - 44 Eliseo Salamanca (1976-1980) - 40 José Antonio Hormaeche (1956-1960) - 39 Javi Moreno (1997-2001) |

### Statistiche di squadra
A livello internazionale la miglior vittoria è il 5-1 ottenuto contro il Kaiserslautern nella semifinale della Coppa UEFA 2000-2001, mentre la peggior sconfitta il 5-4 subito dal Liverpool nella finale della stessa manifestazione.

## Organico

### Rosa 2025-2026
Aggiornata al 19 agosto 2025.
| N. |                            | Ruolo | Calciatore     |
| -- | -------------------------- | ----- | -------------- |
| 1  | Spagna (bandiera)          | P     | Antonio Sivera |
| 2  | Malaysia (bandiera)        | D     | Facundo Garcés |
| 3  | Marocco (bandiera)         | D     | Yusi           |
| 4  | Serbia (bandiera)          | D     | Nikola Maraš   |
| 6  | Spagna (bandiera)          | C     | Ander Guevara  |
| 7  | Spagna (bandiera)          | A     | Carlos Vicente |
| 8  | Spagna (bandiera)          | C     | Antonio Blanco |
| 9  | Rep. Dominicana (bandiera) | A     | Mariano Díaz   |
| 10 | Spagna (bandiera)          | C     | Carles Aleñá   |
| 11 | Spagna (bandiera)          | A     | Toni Martínez  |
| 13 | Spagna (bandiera)          | P     | Raúl Fernández |

| N. |                      | Ruolo | Calciatore       |
| -- | -------------------- | ----- | ---------------- |
| 14 | Argentina (bandiera) | D     | Nahuel Tenaglia  |
| 16 | Spagna (bandiera)    | D     | Hugo Novoa       |
| 17 | Spagna (bandiera)    | D     | Jonny            |
| 18 | Spagna (bandiera)    | C     | Jon Guridi       |
| 19 | Spagna (bandiera)    | C     | Pablo Ibáñez     |
| 20 | Brasile (bandiera)   | C     | Calebe           |
| 21 | Algeria (bandiera)   | A     | Abde Rebbach     |
| 22 | Mali (bandiera)      | D     | Moussa Diarra    |
| 23 | Uruguay (bandiera)   | C     | Carlos Benavídez |
| 24 | Spagna (bandiera)    | D     | Víctor Parada    |
| 28 | Spagna (bandiera)    | C     | Lander Pinillos  |